# Тубденов, Шагжи Убарданович
Шагжи́ Убарда́нович Тубде́нов (1902—1985 г.г) — бригадир колхоза имени Калинина Курумканского аймака Бурят-Монгольской АССР, Герой Социалистического Труда.

## Биография
Родился в 1902 году в улусе Унэгэтэй (территория современного Курумканского района Бурятии). В 1929 году жители улуса организовали сельхозартель, в которую вскоре вступил и Шагжи Тубденов.
В годы Великой Отечественной войны мобилизован в Красную Армию, на фронте вступил в ряды ВКП(б), участник обороны Ленинграда.
После войны вернулся в свой родной колхоз. Тубденова назначают бригадиром полеводческой бригады. На этой должности он перестроил организацию труда полеводов, которая принесла хорошие результаты в повышении плодородия земли.
28 марта 1948 года Указом Президиума Верховного Совета СССР за получение высоких урожаев пшеницы Шагжи Убардановичу Тубденову присвоено звание Героя Социалистического Труда.
Уйдя с поста бригадира работал в колхозе кузнецом, заведующим фермой, рядовым колхозником. С апреля 1961 года работал мастером на пилораме в совхозе «Курумканский».
После выхода на заслуженный отдых жил в селе Аргада Курумканского района.

## Награды и звания
- Герой Социалистического Труда (1948)
- Орден Ленина (1948)
- Медаль «За оборону Ленинграда»

## Память
- Бюст Шагжи Тубденова установлен в аллее Героев Социалистического Труда в селе Курумкан[2].